# Cometo
D'acord amb la mitologia grega, Cometo (en grec antic Κομαιθώ) va ser una filla de Pterelau, rei dels tafis, contra els quals estava en guerra Amfitrió.
Pterelau era invencible si conservava al cap un cabell d'or que Posidó havia fet créixer entre els seus cabells. Però Cometo, enamorada d'Amfitrió (o potser del seu aliat Cèfal), li va tallar el cabell màgic i així va garantir la victòria dels enemics. Però Amfitrió no va cedir als requeriments de la jove i, horroritzat per aquesta traïció, va ordenat matar-la.